# Віляр-дель-Рей
Віляр-дель-Рей (ісп. Villar del Rey) — муніципалітет в Іспанії, у складі автономної спільноти Естремадура, у провінції Бадахос. Населення — 2387 осіб (2010).

## Географія
Муніципалітет розташований на португальсько-іспанському кордоні.
Муніципалітет розташований на відстані близько 300 км на південний захід від Мадрида, 30 км на північ від Бадахоса.

## Демографія
Динаміка населення (INE ):